# 姚绍枝
姚绍枝别名肇滋，安徽省贵池县人。中华民国官员。

## 生平
姚绍枝及兄弟共6人，姚绍枝排行第二。姚绍枝曾任中华民国北京政府外交部职员，涟水县、嘉定县、吴江县、武进县、吴县等县知事。五四运动以后，曾因反对学生运动，而和学生领袖史良在武进县激烈斗争。
抗日战争时期，曾掩护侄子姚克荫从事中共地下抗日工作。
中华人民共和国时期，获聘为上海市文史研究馆馆员。

## 家庭
- 四弟：姚捷勋[2]
  - 侄女：姚锦新，姚捷勋之女[2]
  - 侄子：姚依林，姚捷勋之子[2]
- 五弟：姚国桢[2]
- 六弟：姚震[2]